# Marco Fanno
Marco Adriano Fanno (Conegliano, 8 agosto 1878 – Padova, 14 gennaio 1965) è stato un economista italiano.

## Biografia
Nacque in una famiglia ebraica, figlio di Giacomo, commerciante, e di Emma Diena. Suo fratello è Gino Girolamo Fanno, ingegnere e sviluppatore del modello del flusso di Fanno.
Marco Fanno compì i propri studi economici presso la Scuola Superiore di Commercio di Venezia. Nel 1904, ottenne la libera docenza in Economia Politica presso l'Università di Padova, e già nel 1905 fu nominato professore di ruolo di Economia Commerciale presso la Scuola Superiore di Commercio di Genova, per poi passare nel 1909 all'Università di Sassari, e nel 1910 a quella di Cagliari. Durante il periodo in Sardegna conosce la futura moglie Matilde Sernagiotto di Casavecchia, figlia del conte Raffaello, preside della Scuola superiore di agraria di Cagliari; si sposarono nel 1909. Nel 1913 Fanno fu chiamato a ricoprire la cattedra di Economia Politica presso l'Università di Messina e quindi all'Università di Parma nel 1915. Negli anni della prima guerra mondiale Fanno servi' per sei mesi al fronte come sottotenente di artiglieria. Finalmente nel 1920 Fanno approdò all'Università di Padova, dove gli fu dapprima offerta la cattedra di Scienza delle Finanze e successivamente, nel 1928, quella di Economia Politica.
Fu questo il periodo di maggiore stabilità e produzione nella carriera universitaria di Fanno, carriera che fu bruscamente interrotta nel 1938 dalla promulgazione delle leggi razziali fasciste. Fanno aveva aderito con convinzione al cattolicesimo, ma ciò non valeva di fronte alle persecuzioni razziali. Condusse negli anni successivi una vita riservata, continuando a dedicarsi agli studi e trovando rifugio dopo l'8 settembre presso i monaci benedettini dell'abbazia di Praglia.
Finita la guerra, nel 1945 fu reintegrato nella cattedra all'Università di Padova dove riprese l'insegnamento fino al pensionamento per anzianità nel 1953.
Alla sua memoria è dedicato il dipartimento di scienze economiche dell'Università di Padova.
Gli è stata intitolata una via della città di Conegliano. Sempre a Conegliano porta il suo nome l'istituto tecnico commerciale costruito all'inizio del XX secolo. Prima, sempre nella stessa area gli era stato intitolato lo stesso tipo di istituto costruito negli anni '70 del XX secolo, con un'architettura a forma di piramide, poi demolita a fine secolo.

## Opere principali
- Le banche e il mercato monetario, Roma, Athenaeum, 1912.
- Contributo alla teoria dell'offerta a costi congiunti, Roma, Athenaeum, 1914.
- Lezioni di scienza delle finanze e diritto finanziario, Padova, La Litotipo, 1922.
- Contributo alla teoria economica dei beni succedanei, Milano, Bocconi, 1926.
- Interrelations des prix et courbes statistiques de demande et d'offre, Econometrica, vol. 1(2), pp. 162-171.
- I trasferimenti anormali di capitali e le crisi, Torino, Giulio Einaudi, 1935. Riedito da UTET nel 1992.
- Lezioni di scienza economica, Padova, CEDAM, 1936.
- La teoria delle fluttuazioni economiche, Torino, Unione Tipografico-Editrice Torinese, 1947. Riedito nel 1956.
- La teoria economica della colonizzazione, Torino, Edizioni scientifiche Einaudi, 1952.

## Onorificenze
Fu membro delle seguenti accademie e istituzioni scientifiche:
- Accademia nazionale dei Lincei dal 1930
- Royal Economic Society
- Istituto veneto di scienze, lettere ed arti
- Academie delle scienze dell'istituto di Bologna
- Accademia galileiana di scienze, lettere ed arti

Premi
- Nel 1952 fu il primo a vincere il premio Marzotto per l'economia, conferitogli da una commissione presieduta da Pasquale Jannaccone e di cui facevano parte, tra gli altri, Ernesto Rossi e Giovanni Demaria